# Staw pierścienno-nalewkowy

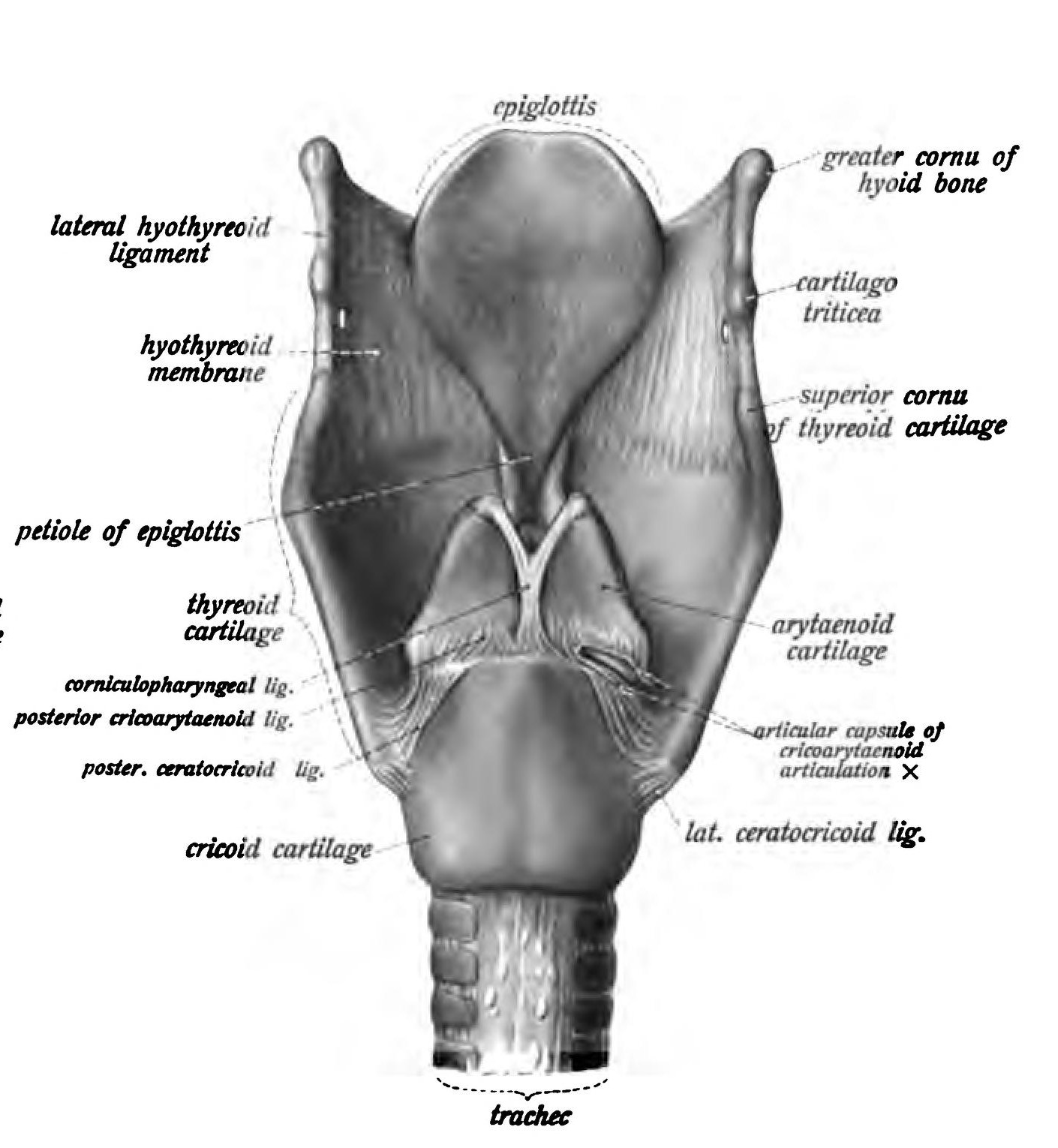
Krtań, widok z tyłu. Po prawej stronie więzadło pierścienno-nalewkowe tylne przecięto, uwidaczniając torebkę stawu pierścienno-nalewkowego (articular capsule of cricoarytaenoid articulation).

Staw pierścienno-nalewkowy (łac. articulatio cricoarytenoidea) – w anatomii człowieka staw łączący chrząstkę pierścieniowatą i chrząstkę nalewkowatą. Budową jest podobny do stawu eliptycznego. W obręb stawu wchodzi powierzchnia stawowa położona na bocznej części górnego brzegu płytki chrząstki pierścieniowatej (tworząca wydłużoną, wypukłą główkę stawową) oraz powierzchnia leżąca z boku podstawy chrząstki nalewkowatej (tworząca panewkę). Objęte są one wiotką i cienką torebką stawową, przyczepiającą się do brzegów powierzchni stawowych i wzmocnioną od przyśrodkowej i tylnej strony więzadłem pierścienno-nalewkowym tylnym. Staw umożliwia ruchy przywodzenia i odwodzenia, a także ruchy obrotowe chrząstki nalewkowatej, co powoduje zbliżanie lub oddalanie od siebie wyrostków głosowych, a tym samym zwarcie lub rozwarcie szpary głośni.